# McMafia
McMafia – brytyjsko-amerykański serial telewizyjny (dramat kryminalny) wyprodukowany przez Cuba Pictures, koprodukcja brytyjskiej stacji telewizyjnej BBC One oraz amerykańskiej sieci telewizyjnej AMC. Serial jest adaptacją  „McMafia. Zbrodnia nie zna granic” autorstwa Mishy Glenny'ego. Premierowy odcinek został wyemitowany 1 stycznia 2018 roku przez BBC One.

## Fabuła
Akcja serialu skupia się na Aleksie Godmanie, który jest synem byłego mafiosa rosyjskiego wychowanym w Anglii. Mężczyzna stara się prowadzić legalne interesy, układa sobie spokojne życie z  dziewczyną, Rebeccą Harper. Wszystko zmienia się kiedy dawna przeszłość powraca, znowu zostaje wciągnięty w świat przestępczy, aby chronić swoją najbliższą rodzinę.

## Obsada

### Obsada główna
- James Norton jako Alex Godman
- David Strathairn jako Semiyon Kleiman
- Juliet Rylance jako Rebecca Harper
- Merab Ninidze jako Vadim Kalyagin
- Aleksiej Sieriebriakow jako Dimitri Godman
- Marija Szukszyna jako Oksana Godman
- Faye Marsay jako Katya Godman
- David Dencik jako Boris Godman
- Oszri Kohen jako Joseph
- Sofia Lebedeva jako Lyudmilla Nikolayeva
- Caio Blat jako Antonio Mendez
- Kirill Pirogov jako Ilya Fedorov
- Nawazuddin Siddiqui jako Dilly Mahmood
- Karel Roden jako Karel Benes

### Role drugoplanowe
- Yuval Scharf jako Tanya
- Anna Levanova jako Natasha
- Clifford Samuel jako Femi
- Maria Mashkova jako Masha
- Kemi-Bo Jacobs jako Karin
- Atul Kale jako Benny Chopra
- Evgeni Golan jako Marat
- Eve Parmiter jako Jennifer
- Tim Ahern jako Sydney Bloom
- Ellie Piercy jako Sandrine
- Danila Kozlovsky jako Grigory Mishin
- Alexander Dyachenko jako Oleg

## Odcinki
| Sezon | Odcinki | Oryginalna emisja w BBC One | Oryginalna emisja w BBC One | Oryginalna emisja w Amazon Prime Video | Oryginalna emisja w Amazon Prime Video | Oryginalna emisja w Amazon Prime Video |
| Sezon | Odcinki | Premiera sezonu             | Finał sezonu                | Premiera sezonu                        | Finał sezonu                           |                                        |
| ----- | ------- | --------------------------- | --------------------------- | -------------------------------------- | -------------------------------------- | -------------------------------------- |
| 1     | 10      | 1 stycznia 2018             | 11 lutego 2018              | 2 stycznia 2018                        | 12 lutego 2018                         |                                        |

### Sezon 1 (2018)
| Nr | Tytuł     | Reżyseria     | Scenariusz                     | Premiera w BBC One |
| -- | --------- | ------------- | ------------------------------ | ------------------ |
| 1  | Episode 1 | James Watkins | Hossein Amini, James Watkins   | 1 stycznia 2018    |
| 2  | Episode 2 | James Watkins | Hossein Amini, James Watkins   | 2 stycznia 2018    |
| 3  | Episode 3 | James Watkins | David Farr, Hossein Amini      | 7 stycznia 2018    |
| 4  | Episode 4 | James Watkins | David Farr, Hossein Amini      | 14 stycznia 2018   |
| 5  | Episode 5 | James Watkins | Laurence Coriat, Hossein Amini | 21 stycznia 2018   |
| 6  | Episode 6 | James Watkins | Laurence Coriat, Hossein Amini | 28 stycznia 2018   |
| 7  | Episode 7 | James Watkins | Peter Harness, Hossein Amini   | 4 lutego 2018      |
| 8  | Episode 8 | James Watkins | Peter Harness, Hossein Amini   | 11 lutego 2018     |

## Produkcja
16 listopada 2016 roku, stacje BBC One i AMC ogłosiły zamówienie pierwszego sezonu serialu.
Na początku maja 2018 roku,  stacje BBC One i AMC ogłosiły przedłużenie serialu o drugi sezon.
Dużą część zdjęć kręcono w Chorwacji, która "odgrywała rolę" Moskwy, Pragi, Tel Awiwu czy pustyni Negew. Wśród wykorzystanych lokacji były: wyspa Pag, Zagrzeb, Rijeka, Split, Opatija i Rovinj.